# Aeroporto Internazionale di Cincinnati-Kentucky Settentrionale
L'Aeroporto Internazionale di Cincinnati-Kentucky Settentrionale (IATA: CVG, ICAO: KCVG) (in inglese: Cincinnati/Northern Kentucky International Airport), anche chiamato Aeroporto di Cincinnati-Covington,  è un aeroporto situato a sud dell'area metropolitana di Cincinnati, in Kentucky, negli Stati Uniti d'America.  Il codice CVG deriva dalla vicina cittadina di Covington.
L'aeroporto è hub per le compagnie aeree Amazon Air e DHL Aviation, mentre è base di Allegiant Air, Frontier Airlines e Delta Air Lines.